# Agarwalencyrtus halosis
Agarwalencyrtus halosis is een vliesvleugelig insect uit de familie Encyrtidae. De wetenschappelijke naam is voor het eerst geldig gepubliceerd in 2010 door Noyes.